# Карлсон, Келли
Келли Ли Карлсон (англ. Kelly Lee Carlson) — американская актриса и модель, прославившаяся благодаря роли Кимбер Генри в сериале Части тела.

## Биография и личная жизнь
Келли Карлсон родилась 17 февраля 1976 года в семье матери-парикмахера и отца-школьного тренера по футболу в городе Блумингтон в штате Миннесота. С 7 лет занимается верховой ездой. Она училась в Academy of Holy Angels в городе Ричфилд. В данный момент проживает в Лос-Анджелесе. С февраля 2008 года встречается с бывшим игроком НХЛ, Таем Доми.

## Карьера модели
Кроме обучения актёрскому ремеслу, Келли работала моделью для Miller Lite, Rembrandt и Oliver Peoples Sunglasses. Она появилась в августовском выпуске журнала Maxim за 2004 год, а также на обложке октябрьского выпуска журнала Stuff.
В 2007 году журнал Maxim включил актрису в список 100 самых сексуальных женщин мира. В 2011 году журнал Tear Sheet включил Келли в свой список 50 самых красивых людей мира.

## Карьера актрисы
Карьеру актрисы она начала на сцене, сыграв в постановках Vanities, Cheaters, Girls Guide to Chaos, Паутина Шарлотты и Can’t Trust The Mate. Также она появилась в массовке фильма 3 000 миль до Грейсленда. В 2003 году она получила роль в пилоте сериала Части тела на канале FX и снялась во многих эпизодах, позже войдя в основной состав шоу, когда её персонаж — неуравновешенная модель Кимбер Генри — завоевала симпатии зрителей.
Также Карлсон снялась в фильмах Папарацци, Морской пехотинец, Звёздный десант 2: Герой Федерации, Друг невесты, а также сериалах Любовь вдовца, C.S.I.: Место преступления, CSI: Место преступления — Майами и Детектив Монк.
В 2007 году получила роль в ужастике Dead Of Winter с Лейтон Мистер и Кейли Куоко, но была заменена певицей Сией Баттон из группы Pussycat Doll ещё до того, как начались съёмки из-за творческих разногласий с режиссёром. Закончив съёмки в сериале Части тела в 2009 году, актриса получила постоянную роль в новом сериале канала theCW — Мелроуз-Плейс, но из-за низких рейтингов шоу закрыли. Затем последовала эпизодическая роль в телевизионном фильме Девушки Деграсси едут в Голливуд. Последней заметной ролью, стало участие в шоу Ghostfacers — интернет спин-оффе сериала Сверхъестественное.

## Благотворительность
Актриса является представителем организации Smile Network, расположенной в Миннесоте и занимающейся гуманитарной деятельностью, включающей уход за здоровьем детей и подростков развивающихся стран. В январе 2010 года возглавила кампанию против незаконной транспортировки лошадей из США в Мексику и Канаду на скотобойню.

## Фильмография
| Года      | Название                             | В оригинале                                 | Роль                      | Примечания                                          |
| --------- | ------------------------------------ | ------------------------------------------- | ------------------------- | --------------------------------------------------- |
| 2001      | 3000 миль до Грэйсленда              | 3000 Miles to Graceland                     | Девушка из банды байкеров |                                                     |
| 2003-2010 | Части тела                           | Nip/Tuck                                    | Кимбер Генри              | 82 эпизода                                          |
| 2004      | Любовь вдовца                        | Everwood                                    | Ада                       | Сезон 2, «Unspoken Truths»                          |
| 2004      | Звёздный десант 2: Герой Федерации   | Starship Troopers 2: Hero of the Federation | Чарли Сода                | сразу на видео                                      |
| 2004      | Папарацци                            | Paparazzi                                   | Кристин                   |                                                     |
| 2005      | Тяжёлый случай                       | Head Cases                                  | Пэтти Найт                | Пилотный эпизод                                     |
| 2006      | Любовь вдовца                        | Everwood                                    | Ада                       | Сезон 4, Episode: «The Land of Confusion» «Truth»   |
| 2006      | C.S.I.: Место преступления           | CSI: Crime Scene Investigation              | Салли                     | 1 эпизод «Bang-Bang»                                |
| 2006      | Взлом                                | Break-In                                    | Марла                     | ТВ-фильм                                            |
| 2006      | Морской пехотинец                    | The Marine                                  | Кейт Трайтон              |                                                     |
| 2007      | Застеклённая витрина                 | Shadowbox                                   | Сэнди                     | короткометражный фильма                             |
| 2007      | C.S.I.: Место преступления Майами    | CSI: Miami                                  | Лори Атертон              | 1 эпизод, «Just Murdered»                           |
| 2008      | Друг невесты                         | Made of Honor                               | Кристи Бэйли              |                                                     |
| 2008      | Игрок 5150                           | Player 5150                                 | Люси                      |                                                     |
| 2009      | Детектив Монк                        | Monk                                        | Лола                      | 1 эпизод, «Mr. Monk Is Someone Else»                |
| 2009-2010 | Мелроуз-Плейс                        | Melrose Place                               | Уэнди Мэттисон            | 4 эпизода                                           |
| 2010      | Касл                                 | Castle                                      | Элли Монро                | 1 эпизод, «The Late Shaft»                          |
| 2010      | Сверхъестественное                   | Supernatural                                | Джанет Майерc             | 1 эпизод, «Hammer of the Gods», не указана в титрах |
| 2010      | Сверхъестественное: Укротители духов | Supernatural: Ghostfacers                   | Джанет Майерс             | 7 эпизодов                                          |
| 2012      | Искатель                             | The Finder                                  | Агент ФБР Гейл МакХотти   | 1 эпизод, «The Conversation»                        |